# Oskar Laring
Oskar Johan Viktor Laring, född 28 april 1990 i Torpa församling i Hallands län, är en svensk skådespelare. Han är känd för rollen som Uno Nilsson i säsong 3 av Vår tid är nu.

## Bakgrund
Laring utbildade sig till skådespelare på Calle Flygare Teaterskola i Stockholm. Han var med och sökte till Idol 2015, han fick tre chanser av juryn men gick inte vidare.

## Filmografi
- 2018 – Say Something (Kortfilm)
- 2019–2020 – Eagles (TV-serie)
- 2019 – Vår tid är nu (TV-serie)
- 2019 – Playa del Sol (TV-serie)
- 2020 – Falkenberg forever (TV-serie)
- 2021 – Maria Wern – Som skuggor (TV-serie)